# Pedinophyceae
A Pedinophyceae a valódi zöldmoszatok (Chlorophyta) egyik osztálya.

## Történet
Egyik első leírt faja a Protoeuglena noctilucae, melyet eredetileg Szubrahmanjan írt le e néven 1954-ben még az Eugleninae tagjaként, 1976-ban Sweeney abból kivette, és áthelyezte a Pedinomonas nemzetségbe. Sose sorolták 
Øjvind Moestrup írta le a kládot 1991-ben, majd Fawley et al. módosították leírását, ez Adl et al. 2012-es rendszertanában jelent meg először. Korábban a Viridiplantae ősi ágának tekintették, de Turmel et al. 71 plasztiszfehérje elemzésével a Pedinomonast a Chlorellales tagjaként írták le, megkérdőjelezve a Pedinophyceae önállóságát, de a Chlorellales és a Pedinophyceae kapcsolatát Marin 2011-ben cáfolta 37 valódizöldmoszat-faj, így 6 Pedinophyceae-faj rRNS-elemzésével.
Bár a prazinofiton csoportokhoz hasonlóan ősi Viridiplantae-csoportnak tekintették, a Pedinophyceae nem volt jelentősen molekuláris filogenetikailag vizsgált klád, ezért a prazinofiton csoportoktól eltérően nem volt jelentős számú 18S rDNS-szekvencia elérhető hozzá.
Irina A. Miljutina et al. fedezték fel először környezeti DNS-ben.

## Morfológia
Aszimmetrikus egyostorú egysejtű, alapi testei az óramutató járásával ellentétesen helyezkednek el, ostorait merev vagy vastag szőrök fedik. 1 parietális kloroplasztisza van. Ostora körül mélyedés lehet.
Pikkelye nincs, ez a sejttestet vagy az ostorokat fedő pikkelyekkel rendelkező prazinofiton kládoktól való megkülönböztetésre korábban használt morfológiai jellemző; azonban rendelkezhet tuberkulumokkal, pikkelyszerű részecskékkel vagy hátulsó, nem teljes héjjal.
A sejt 2,5–10 μm hosszú, 1–4,5 μm átmérőjű, aszimmetrikus, tojás vagy ellipszoid alakú, gyakran lapult.

## Életciklus
Életciklusában sosincs fikoplaszt, mitózisa zárt, mitózisorsója állandó.

## Életmód
Szabadon élő és endoszimbionta fotoszintetikus fajai vannak.

## Genetika
Ribulóz-biszfoszfát-karboxiláz-oxigenáza nagy egységének szekvenciái alapján először 1995-ben igazolták Daugbjerg et al., hogy a Pedinomonas és a Resultomonas (korábban Resultor) a prazinofiton csoportoktól független kládot alkotnak.
Első szekvenált mtDNS-e a Pedinomonas minoré, ennek hossza 25 137 bp, 23 gént tartalmaz, GC-tartalma 22,2%, nem kódoló szakaszai nagy részét (mintegy 40%) teszik ki, és 1999-ben szekvenálták. Bár kevés génje van, mely a sejtlégzésben, az elektrontranszportban és az oxidatív foszforilációban részt vesz, aerob. Nincs 5S rRNS-e vagy riboszomális fehérjéje, kevés tRNS-génje (9) van, és nagy ribonukleoprotein-kódoló génje töredezett és átrendezett. Egy Marsupiomonas-faj azonban 39 gént – közel kétszer annyit, mint a P. minoré, tartalmaz, bár mérete csak 24 252 bp. Ennek GC-tartalma (51,4%) viszont több mint kétszerese a P. minorénak.
A Pedinomonas rendelkezik az UGA triptofánra való transzlációjával trnW(uca) génje révén, ezzel szemben a Marsupiomonas NIES 1824 nem. A Pedinomonasszal szemben a Marsupiomonas génjei mind intron nélküliek, de hozzá hasonlóan azonos DNS-szálon vannak. A két klád génsorrendje azonban jelentősen különbözik, továbbá a Marsupiomonasban kevés UUR kodon van, de jóval gyakoribbak az AGR kodonok, ezek Turmel et al. 2020-as tanulmánya szerint arginin helyett alanint kódolnak.
A Lepidodinium chlorophorum plasztisza a Pedinophyceae tagja vagy közeli rokona lehet. Ebben nincs peridinin, így Kamikawa et al. „nem kanonikusnak” írta le. A L. chlorophorum ptDNS-e 66 223 bp, 32 117 bp-ral kisebb, mint a P. minoré a II. csoportbeli intronoktól és a génduplikációktól függetlenül, génsűrűsége nagyobb, átírási kódjaik pedig kissé eltérnek – a P. minoré hagyományos, míg a L. chlorophoruméban az AUA metionint kódol.:1. táblázat 60 gén közös a két ptDNS-ben, a Pedinomonas 14 olyan génnel rendelkezik, mely a Lepidodiniumban nincs, utóbbiban viszont nincs az előbbiben hiányzó gén.:2. ábra

## Rendszertan

### Belső
Adl et al. 2019-es rendszertana szerint 2 nemzetsége van, ezek a Marsupiomonas és a Pedinomonas. Korábban több nemzetséget is önállóként írtak le, például a Protoeuglena egyetlen faja, a Protoeuglena noctilucae előbb a Pedinomonas faja lett (Pedinomonas noctilucae), de 2016-ban Wang et al. 3 gén elemzése alapján visszaállították e korábbi nevet. Nem ismert azonban a Noctiluca és más páncélos ostorosok endoszimbiontái pontos filogenetikája.
Fajait magi és plasztiszban kódolt rRNS-operonjaik alapján csoportosítják.

### Külső
Marin 2011-es tanulmánya szerint a Chlorophytina testvér- vagy bazális kládja.

## Jelentőség
A Noctiluca scintillans endoszimbiontájaként a P. noctilucae hozzájárulhat autotróf kládjai állatokat mérgező virágzásához. A Pedinomonas minor a Lepidodinium chlorophorum endoszimbiontájaként klorofill a- és b-tartalma miatt lehetővé teszi annak zöld színét. Ez utóbbi az egyik első ismert zöldmoszat-eredetű plasztisszal rendelkező páncélosostoros-nemzetség tagja, és sok átlátszó exopolimer-részecske termelőjeként kagylók halálát okozza, és a szénciklusban is részt vesz.